# هوراسيو غارسيا
هوراسيو غارسيا (بالإسبانية: Horacio García)‏ مواليد 27 يونيو 1990 في غوادالاخارا، هو ملاكم محترف مكسيكي يصنف ضمن فئة وزن الديك.

## إحصائيات
خاض خلال مسيرته 32 نزالا، فاز في 30 وتعادل في 1 وخسر في 1. فاز بالضربة القاضية في 22 نزالا.

## روابط خارجية
- هوراسيو غارسيا على موقع بوكس ريك (الإنجليزية) (registration required)